# Конан-разрушитель
«Конан-разрушитель» (англ. Conan the Destroyer) — боевик в жанре фэнтези. Фильм является продолжением фильма «Конан-варвар» и рассказывает о приключениях Конана, персонажа повестей Роберта И. Говарда. Новелизация этого сюжета была позднее написана писателем-фантастом Робертом Джорданом.

## Сюжет
Действие происходит спустя несколько лет после событий «Конана-варвара». Конан и его комичный спутник, вор по имени Малек, попадают на службу к королеве Тарамис из Шадизара. Тарамис нанимает Конана и Малека сопровождать принцессу Дженну и её телохранителя Бомбату в поиске двух волшебных предметов: волшебного кристалла и рога Дагота. Конану за это обещано воскрешение его возлюбленной, Валерии. Бомбате королева дает тайную инструкцию: по окончании миссии избавиться от Конана.
Компания отправляется в путь, по дороге к ним присоединяются чернокожая воительница Зула и старый друг Конана, мудрец Акиро. Отряд готовится проникнуть в волшебный замок колдуна Тот Амона, где хранится кристалл. Но волшебник делает ход первым: он похищает принцессу и уносит её в свой замок. В поисках принцессы герои доплывают до замка, где Конану приходится принять бой с демоном-ракшасом, в которого превратился Тот Амон. После победы Дженна забирает кристалл.
Отряд отправляется на поиски рога. Они находят его в зачарованном подземелье, открыв вход с помощью кристалла. Акиро обнаруживает на стенах святилища древнюю надпись, гласящую, что пробуждение Дагота с помощью рога погубит мир. Однако Конан, мечтающий о воскрешении Валерии, не слушает его и забирает рог. В этот момент на них нападают хранители подземелья, отряд вынужден бежать по узким тоннелям. Бомбата, исполняя приказ королевы, обрушивает тоннель за собой, отрезав Конана и его друзей от себя и Дженны, которую он везёт в Шадизар.
В Шадизаре его уже ждет королева, чтобы начать церемонию. Рог вставлен в лоб статуи Дагота, чтобы бог проснулся. Теперь Дженна должна быть принесена ему в жертву, как только бог начнёт пробуждаться — а иначе, как сказано в священных свитках Скелоса, мир ждёт катастрофа. В момент пробуждения во дворец врываются Конан со спутниками. Конан побеждает Бомбату в поединке. Тем временем Дагот уже проснулся, и необходимо принести жертву. Зула пронзает копьём жреца, собравшегося убить Дженну. Дагот, получив столь неподходящую жертву, превращается в монстра и убивает королеву, пронзив её рогом. Конану удается победить злого бога, вырвав ему рог.
Поскольку королева погибла, Дженна становится правительницей Шадизара. Зулу она назначает начальницей стражи, Малека — шутом, а Акиро — советником. Она приглашает Конана стать её мужем и королём, но тот отказывается и уходит навстречу новым приключениям.

## В ролях
| Актёр                | Роль                         |
| -------------------- | ---------------------------- |
| Арнольд Шварценеггер | Конан                        |
| Грейс Джонс          | Зула                         |
| Уилт Чемберлен       | Бомбата                      |
| Мако Ивамацу         | Акиро                        |
| Трейси Уолтер        | Малек                        |
| Сара Дуглас          | королева Тарамис             |
| Оливия д’Або         | принцесса Дженна             |
| Пэт Роуч             | колдун Тот-Амон              |
| Джефф Кори           | главный визирь               |
| Андре Рене Русимов   | Дагот (в титрах не указан)   |
| Свен-Оле Торсен      | Тогра                        |
| Ферди Мэйн           | предводитель хранителей рога |

## Музыка
Музыкальное сопровождение для фильма было создано Бэзилом Поледурисом и исполнено оркестром «Unione Musicisti Di Roma».

## Производство

### Концепция
Продолжение киносаги о Конане должно было, по замыслу продюсеров, затмить первую часть. Universal Pictures, особенно после грандиозного успеха «Инопланетянина» Стивена Спилберга, делали ставку на позиционирование своей продукции как семейного развлечения. С этой целью было решено уменьшить количество крови, насилия, секса, за которые очень сильно критиковали первую часть о похождениях киммерийца, а заодно и языческие образы. Таким образом, рассчитывали привлечь более широкую аудиторию, в том числе и детей, то есть сделать семейное кино. С этой же целью в картину пригласили мегазвезду профессионального баскетбола Уилта Чемберлена и эпатажную и очень яркую певицу Грейс Джонс.
Режиссёр «Варвара» Джон Милиус, узнав о смене концепции, отказался участвовать в съёмках. На замену ему Дино де Лаурентис предложил кандидатуру Ричарда Флейшера, режиссёра «Викингов», одного из любимых фильмов Милиуса. Его дочь Рафаэлла де Лаурентис, продюсер «Конана-разрушителя», согласилась на это.
Шварценеггер также протестовал против подобных изменений, но его возражения предпочли не заметить. Директор Ричард Флейшер был согласен с Шварценеггером, но выполнил пожелания Universal о соответствии фильма с общей атмосферой комиксов. По сравнению с первым фильмом, был несколько уменьшен уровень насилия. Количество убитых персонажей не уменьшилось, но сократилось количество крови, при этом проливаемой. Также из фильма были убраны почти все аллюзии и символы с философским и языческим уклоном, которыми была полна первая часть саги. Сюжет в целом стал более прямолинейным и простым, не разбиваясь на эпизоды, как в первом фильме. Чего стало больше — так это разного рода оптических спецэффектов.
Как верно заметил кинокритик Роджер Эберт, в 1984 году, Конан стал дружелюбным семейным варваром.

### Сценарий
Авторы сценария Рой Томас и Джерри Конвэй перед этим вместе работали над полнометражным мультфильмом «Огонь и лёд» в том же жанре фэнтези. Рой Томас также создатель Рыжей Сони, персонажа одноимённого фильма.
Фильм изначально должен был называться «Conan, King of Thieves», в соответствии с задумкой Томаса и Конвея, но затем сценарий был значительно переписан сценаристом Стэнли Манном и получил название «Конан-разрушитель». Тем не менее, Рой Томас и Джерри Конвей в титрах указаны среди создателей фильма в категории «Story by», то есть «основано на» (сюжет, сценарий или первоначальное литературное произведение, на основе которого в дальнейшем был разработан сценарий).
В сюжете присутствуют имена и образы, взятые из оригинальных произведений Говарда: королева Хаурана Тарамис, её сестра с пятном на теле, родившаяся согласно предсказанию (рассказ «Родится ведьма»), волшебник Тот-Амон (рассказ «Феникс на мече»), кристалл Сердце Аримана (роман «Час Дракона» и рассказ «Пламень Ашшурбанипала»), чудовище в красной мантии (рассказ «Сплошь негодяи в доме»).
Поскольку готовый продукт радикально отличался от их работы, Томас и Конвей продолжили создание графического романа, основанного на их сюжетной идее, под названием «Conan the Barbarian: The Horn of Azoth». Чтобы дистанцироваться от фильма, они изменили имена большинства персонажей: Дженна стала Натари, имя Бомбаты было изменено на Страбона, Тот-Амона — на Раммона, Зулы — на Шумбаллу, а Дагот стал Азотом.

### Актёрский состав
Единственный герой из предыдущего фильма, попавший в этот, за исключением самого Конана — колдун Акиро, также несколько раз упоминается Валерия. Арнольд Шварценеггер набрал дополнительные 5 килограммов по просьбе режиссёра картины Ричарда Флейшера, чтобы играть Конана в этом фильме. Макото Ивамацу, который играл колдуна и рассказчика в первом фильме, также возвращается со своим персонажем. Кроме того исполнитель роли Торгрима из первого фильма Свен-Оле Торсен в этом фильме сыграл эпизодическую роль одного из солдат королевы Тарамис.
Роль самой королевы исполнила Сара Дуглас. Другой известный отрицательный персонаж Сары Дуглас — полководец делгар Джа-дур в эпизоде фантастического сериала Вавилон-5 «Несущая смерть». В обоих фильмах героини Дуглас стремятся достичь всемогущества.
Популярная в те годы Грэйс Джонс играла дикарку Зулу, и была приглашена с целью увеличения популярности картины. Роль Бомбаты досталась известному баскетболисту Уилту Чемберлену, благодаря росту которого персонаж получился весьма запоминающимся. Для 15-летней Оливии д’Або роль Дженны стала дебютом.
Исполнителем роли вора Малека первоначально выступал Дэвид Ландер, но из-за ухудшения здоровья в связи с рассеянным склерозом, Ландер был вынужден покинуть проект, и роль получил Трейси Уолтер. Небольшую роль лидера Хранителей Рога сыграл «заслуженный злодей» британского кино — Ферди Мэйн. Чудовищное божество Дагота сыграл известный в те времена рестлер Андре «Гигант» Русимов, а костюм ему создал Карло Рамбальди. Ещё одного злодея, колдуна Тот-Амона, также сыграл рестлер Пэт Роуч.

### Съёмки
Фильм был снят в Мексике как мера сокращения расходов. Съёмки длились с ноября 1983 по февраль 1984 года в различных местах Мексики — включая Пачуку, потухший вулкан Невадо-де-Толука, дюны Самалаюка, а также студии Churubusco. Несколько сцен были сняты в тех же локациях, что и «Дюна» Дэвида Линча. Де Лаурентис не успевала заниматься «Конаном-разрушителем» в полной мере, потому что погрузилась в работу над линчевской «Дюной». Чтобы сэкономить, она даже сняла некоторые сцены «Конана» в локациях, созданных для «Дюны».

## Попытка продолжения фильма
Третьим, завершающим фильмом трилогии о Конане должен был стать в 1987 году «Конан-завоеватель» (англ. Conan the Conqueror), основанный на повести Говарда «Час дракона», где Конан становится королём Аквилонии. Однако Шварценеггер не смог участвовать в этом фильме, так как был занят в фильме «Хищник», а выбранный взамен Кевин Сорбо не хотел играть чужую роль. В результате задуманная трилогия осталась незаконченной. Сценарий переделали, заменив Конана на другого героя Говарда — Кулла из Атлантиды, а фильм назвали «Кулл-завоеватель» (1997).